# Сандра О
Сандра О (на английски: Sandra Oh) е канадска актриса, работила главно в Съединените щати.
Родена е на 20 юли 1971 година в Отава в имигрантско семейство на корейци християни от средната класа. През 1993 година завършва Канадското национално театрално училище в Монреал и започва работа в театъра и телевизията. В киното играе във филми, като „Голям тлъст лъжец“ („Big Fat Liar“, 2002), „Под небето на Тоскана“ („Under the Tuscan Sun“, 2003) и „Отбивки“ („Sideways“, 2004), но придобива широка известност с ролите си в телевизионните сериали „Анатомията на Грей“ („Grey's Anatomy“, 2005 – 2014) и „Убивайки Ийв“ („Killing Eve“, 2018 – ), за които получава награди „Златен глобус“.

## Избрана филмография
- „Голям тлъст лъжец“ („Big Fat Liar“, 2002)
- „Под небето на Тоскана“ („Under the Tuscan Sun“, 2003)
- „Отбивки“ („Sideways“, 2004)
- „Анатомията на Грей“ („Grey's Anatomy“, 2005 – 2014)
- „Убивайки Ийв“ („Killing Eve“, 2018 – )